# Merrimack
Il Merrimack è un fiume del nord-est degli Stati Uniti che sfocia nell'Oceano Atlantico.

## Descrizione
Il fiume nasce dalla confluenza dei fiumi Pemigewasset e Winnipesaukee nel New Hampshire centrale. Scorre prevalentemente verso sud. Prima di attraversare Concord, capitale dello Stato del New Hampshire, riceve da destra il Contoocook. Proseguendo verso sud bagna Manchester e riceve gli affluenti Souhegan e Nashua da sinistra. Entra nel territorio del Massachusetts e piega verso nord-ovest. A Lowell riceve da sud il fiume Concord. Attraversa poi Lawrence, dove riceve il Shawsheen, e Haverhill prima di sfociare nell'Oceano Atlantico a Newburyport.

## Storia
Il fiume ha avuto una notevole importanza economica in passato. Lo sfruttamento dell'energia generata dal fiume permise lo sviluppo dell'industria tessile in particolare nelle città di Concord, Manchester e Nashua nel New Hampshire e Lowell, Lawrence e Haverhill nel Massachusetts.
Il fiume è descritto nel libro Una settimana sui fiumi Concord e Merrimack (1849) di Henry David Thoreau.
Al fiume è stata dedicata l'omonima nave da guerra, l'USS Merrimack (AO-179).